# Большой Ут
Большой Ут — село в Ачитском городском округе Свердловской области. Управляется Большеутинским сельским советом. Село основано в 1750 году.

## География
Село располагается по обоим берегам реки Ут в 24 километрах на север от посёлка городского типа Ачит.

### Часовой пояс
Большой Ут, как и вся Свердловская область, находится в часовой зоне МСК+2. Смещение применяемого времени относительно UTC составляет +5:00.

## Население
| 2002 | 2010 | 2021 |
| ---- | ---- | ---- |
| 549  | ↘503 | ↘437 |

## Инфраструктура
Село разделено на 12 улиц: Андреевка, Гагарина, Лесная, Луговая, Механизаторов, Молодёжная, Нагорная, Октября, Пионерская, Попова, Советская, Солнечная.